# كلود جوزيف فيرنيه
كلود جوزيف فيرنيه (بالفرنسية: Claude-Joseph Vernet)‏ هو رسام فرنسي ولد في يوم 14 أغسطس 1714 في مدينة أفينيون في فرنسا، إشتهر برسمه للمناظر الطبيعية وللمعارك، لوحاته اليوم موجود في متاحف فرنسا والمملكة المتحدة والولايات المتحدة، كلود هو أيضاً والد الرسام كارل فرنيه وجد الرسام هوراس فيرنيه، توفي كلود في يوم 3 ديسمبر 1789 في باريس.
كان أشهر تلاميذه أدريان مانجلارد (Adrien Manglard) ، الذي قدم Vernet (فيرنت) لرسم المناظر الطبيعية للمناظر البحرية.